# قلعه خندقی بهده
بقایای قلعه خندقی بهده مربوط به دوران‌های تاریخی پس از اسلام است و در شهرستان پارسیان، بخش مرکزی، پنج کیلومتری جنوب غربی روستای بهده واقع شده‌است. این اثر در تاریخ یکم آذرماه ۱۳۸۸ با شمارهٔ ثبت ۲۸۱۵۳ به‌عنوان یکی از آثار ملی ایران به ثبت رسیده‌است.